# Nakamura Shin’ichirō

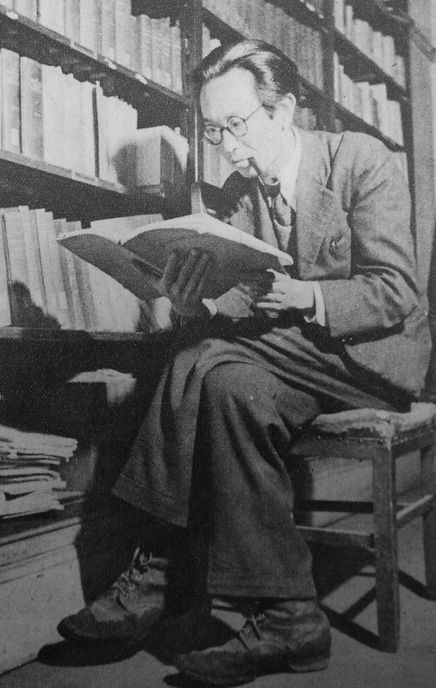
Nakamura Shin’ichirō

Nakamura Shin’ichirō (japanisch 中村 真一郎; * 5. März 1918 in Tokio; † 25. Dezember 1997) war ein japanischer Schriftsteller.
Nakamura wuchs bei seinen Großeltern in der Provinz Shizuoka auf. Er studierte an der Universität Tokio, wo er Schriftsteller wie Fukunaga Takehiko, Hori Tatsuo und Katō Shūichi kennenlernte. Bekannt wurde er mit einer zwischen 1947 und 1952 erschienenen fünfteiligen Romanreihe, die ihm den Ruf eines japanischen Proust einbrachte. Neben weiteren Romanen verfasste er eine Biographie des Dichters Rai San’yō, übersetzte Werke aus dem Französischen und Chinesischen und schrieb Literaturkritiken. 1989 wurde er mit dem Yomiuri-Literaturpreis ausgezeichnet.